# 量子1号
量子1号是第二个发射升空的苏联和平号空间站模块。是第一个与核心舱对接的模块，载有科学实验以及天体物理观测设备。
量子1号对活跃星系、类星体和中子星进行研究，该模块还支持抗病毒药剂的筹备的生物技术实验。原计划该模块会与礼炮7号对接。量子1号是一系列苏联37K实验计划中第一个与和平号空间站对接的模块。

## 背景

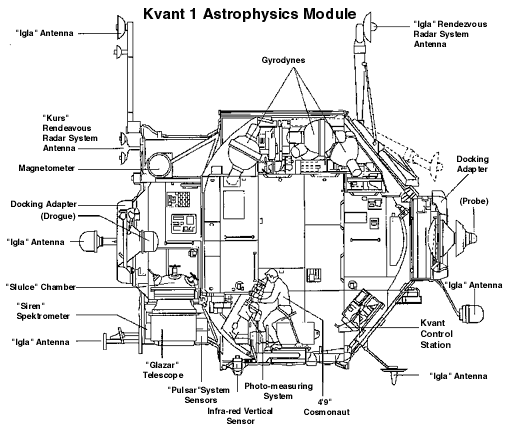
量子1号详图

量子1号代表苏联第一次使用了一种全新的空间站设计模組，代号37K。与1979年9月17日开始授权研发，基本的37K设计包括一个直径4.72米的实验舱以及在前部末端拥有一个对接槽。这个设备自己并不具备动力装置，最初的包括总共8个各种设计的37K模块：
- 1个实验性的37KE，准备对接到礼炮7号。
- 4个37KS模块给和平号空间站。这些会被一种重量更轻的FGO运送设备送到并与空间站对接。
- 3个37KB模块。这些可以用作暴风雪号的有效载荷舱。它们既可以作为一个载荷舱，也可以（修改后成为37KB1）用暴风雪号的机械臂与和平号或是和平2空间站进行对接。[3]

那个37KE模块被设计成量子1号，并配置了天体物理学的设备。它还使用了金刚石计划所研发的礼炮5B数字飞行控制计算机以及 Gyrodyne飞轮定位系统。由于该模块接近完成时，礼炮7号仍然有无数技术问题尚待解决，于是，量子1号便先行与和平号对接。但是当时和平号按计划是应该在65度的轨道上运行的，想要把重达800公斤的量子1号推到这个高度，对于质子-K运载火箭来说太重了。1985年1月和平号改变设计图纸，将空间站设计在51.6度的轨道高度上，解决了这个棘手的问题。但是现在的计划变成要将量子1号对接到和平号的后部，需要通过增加一条传输线将进步号的火箭推进剂送到和平号的储存罐中。这使得量子1号的升空再次增加重量，这使得功能货舱将高压储存罐中的推进剂装填减少到60%，并且清空了低压储存罐。尽管如此，量子1号升空时仍然重达22,797公斤。量子1号是质子-K运载火箭所运载的最重的设备，使得火箭需要对这次任务进行特别的修改。

## 发射以及对接
量子1号原计划于1986年底发射，但是由于有效荷载的问题，在科羅廖夫耽搁了14个月。一些软件研发也由于礼炮5B的推迟而被删除。（这些软件设计后来被量子2号带上太空）最终于1986年11月量子1号才到达拜科努尔航天发射场。
1987年3月31日质子-K运载火箭将量子1号带入太空，4月12日完成与空间站的对接。
量子1号没有仍和推进系统，完全依靠一种功能货舱将实验舱送到空间站。这种功能舱携带了电力及推进系统，是一种修改版本的TKS航天器。这种航天器之后陆续把其他的空间站模块送到和平号。

## 后期修改
1991年1月量子1号增加了太阳能电池阵列。1995年5月22日一个原本属于晶体号的太阳能电池板又被安装到量子1号上。1997年11月，所有晶体号的旧太阳能电池板都被安装到了量子1号上。1998年4月，执行M-38任务的进步号太空船带来了全新的推进单元，量子1号更换了之前已经使用6年的装置。